# Menhir von Bennstedt
Der Menhir von Bennstedt ist ein Menhir in Bennstedt, einem Ortsteil der Gemeinde Salzatal im Saalekreis in Sachsen-Anhalt. Er wurde 2004 von Bodo Wemhöner als solcher identifiziert aber bisher nicht näher beschrieben. Er steht nicht mehr aufrecht und wurde möglicherweise von seinem ursprünglichen Standort verschleppt.